# Ciołki (województwo lubelskie)
Ciołki – kolonia w Polsce położona w województwie lubelskim, w powiecie hrubieszowskim, w gminie Horodło.
W latach 1975–1998 miejscowość administracyjnie należała do województwa zamojskiego. 
Miejscowość stanowi sołectwo gminy Horodło. W 2006 r. wieś zamieszkiwało 81 osób. Według Narodowego Spisu Powszechnego (III 2011 r.) liczyła 72 mieszkańców i była najmniejszą miejscowością gminy Horodło.
Wierni Kościoła rzymskokatolickiego należą do parafii Przemienienia Pańskiego w Szpikołosach.